# الفرفارة (بدبد)
الفرفارة منطقة سكنية تقع في ولاية بدبد، التابعة لمحافظة الداخلية في سلطنة عمان. يقدر عدد سكانها بـ 913 نسمة حسب إحصاء عام 2010 التابع للمركز الوطني للإحصاء والمعلومات الحكومي. رمز المنطقة هو 50840041.

## الوصلات الخارجية
- المركز الوطني للإحصاء والمعلومات، سلطنة عمان